# 米利奇齊
49°43′13″N 23°27′18″E / 49.72028°N 23.45500°E
米利奇齊（烏克蘭語：Мильчиці），是烏克蘭的村落，位於該國西部利沃夫州，由戈羅多克區負責管轄，始建於1370年，面積6.43平方公里，海拔高度237米，2001年人口294，人口密度每平方公里45.71人。